# Рамирес, Гастон
Гасто́н Эсекье́ль Рами́рес Пере́йра (исп. Gastón Exequiel Ramírez Pereyra; 2 декабря 1990, Фрай-Бентос) — уругвайский футболист, полузащитник итальянского клуба «Виртус Энтелла». Выступал за национальную сборную Уругвая.

## Биография

### Клубная карьера
С 2005 года занимался в молодёжной академии «Пеньяроля». В 2009 году Рамирес был впервые привлечён в основной состав команды, так как с середины года клуб испытывал серьёзные финансовые затруднения и нуждался в подпитке со стороны молодёжного состава.
Дебют за основу клуба пришёлся 21 марта в игре против «Дефенсор Спортинга», когда Гастон заменил Брайана Родригеса. В сезоне 2009/10 Гастон Рамирес сыграл практически во всех матчах «Пеньяроля» в победной чемпионской кампании. Хорошо взаимодействовал с другим молодым уругвайским талантом Джонатаном Урретабискайей, вместе с которым после окончания чемпионата мира 2010 года получил вызов в национальную сборную Уругвая. И если Уррета так и не дебютировал за «Селесте» в товарищеской игре против сборной Анголы (2:0), то Рамирес вышел на поле во второй половине встречи против Индонезии 8 октября 2010 года, заменив Хорхе Фусиле. Игра закончилась со счётом 7:1 в пользу полуфиналистов чемпионата мира.
Летом 2010 года Рамирес перешёл в итальянскую «Болонью», где дебютировал в сентябре. Новый клуб Гастона сыграл вничью с «Катанией» — 1:1. Его партнёром по команде являлся многолетний лидер полузащиты сборной Уругвая Диего «Русо» Перес.
31 августа 2012 года Рамирес перешёл в английский клуб «Саутгемптон», подписав контракт на 4 года. «Наш клуб очень амбициозен, и мы все в восторге, что Гастон присоединится к нам. Мы проделали много работы, чтобы завершить эту сделку», — прокомментировал переход главный тренер команды Найджел Эдкинс. 29 сентября Рамирес забил первый гол за «святых», отправив мяч в ворота «Эвертона» в гостевом матче Премьер-лиги. Всего за сезон 2012/13 Рамирес сыграл 26 матчей и забил 5 голов в чемпионате Англии. Последние три тура он вынужден был пропустить, отбывая дисквалификацию после удаления в игре против «Вест Бромвича».
Сезон 2014/15 на правах аренды Гастон провёл в составе «Халл Сити». На следующий сезон он вернулся в «Саутгемптон», однако редко выходил на поле, сыграв в первой половине лишь 5 матчей.
26 января 2016 года Рамирес на правах аренды до конца сезона присоединился к клубу Чемпионшипа «Мидлсбро». Уже в своей третьей игре за «речников» Гастон отметился забитым мячом и помог своей команде одержать победу над «Кардифф Сити» (3:1). Забив в общей сложности 7 мячей, полузащитник помог «Мидлсбро» завоевать путёвку в Премьер-Лигу по итогам сезона.
18 июля 2016 года, после истечения соглашения с «Саутгемптоном», Рамирес на правах свободного агента подписал постоянный контракт с «Мидлсбро» сроком на 3 года.
4 августа 2017 года перешёл в итальянскую «Сампдорию».
7 декабря 2021 года перешёл в клуб Серии B «Монца», став первым уругвайским игроком в истории клуба.
22 октября 2022 года на правах свободного агента присоединился к клубу Серии C «Виртус Энтелла».

### Карьера в сборной
В 2009 году Гастон Рамирес в составе молодёжной сборной Уругвая принял участие в чемпионате мира, где команда Диего Агирре вылетела на стадии 1/8 финала, уступив сверстникам из Бразилии.
8 октября 2010 года Рамирес дебютировал в основной сборной Уругвая, которая несколько месяцев назад заняла четвёртое место на чемпионате мира в ЮАР. В дебютной товарищеской игре против Индонезии Рамирес вышел на поле во второй половине встречи и помог «селесте» разгромить соперников со счётом 7:1.
В 2012 году Гастон всё ещё проходил по возрасту в национальную команду до 23 лет и принял участие в Олимпиаде в Лондоне, которая сложилась для уругвайцев неудачно.
Первым турниром на взрослом уровне для Рамиреса стал Кубок конфедераций 2013, где Уругвай занял четвёртое место. Спустя год Рамирес принял участие в чемпионате мира, вместе со сборной дойдя до стадии 1/8 финала.
На Кубке Америки Гастон Рамирес дебютировал только в 2016 году. Уругвай неожиданно слабо выступил на турнире в США, не сумев выйти в четвертьфинал.
Рамирес был кандидатом на поездку на чемпионат мира 2018, но в окончательную заявку не попал.

## Достижения
«Пеньяроль»
- Чемпион Уругвая: 2009/10

 «Мидлсбро»
- Вице-чемпион Футбольной лиги Англии: 2015/16